# نیتروزوموناس
نیتروزوموناس (به انگلیسی: Nitrosomonas) یک جنس از باکتری‌های شیمیوتروپی میله‌ای شکل است که در فرایند نیتریفیکاسیون در حضور اکسیژن قادر است آمونیوم را به نیتریت اکسیده نماید.